# Luca Colombo
Luca Colombo (Cantù, Llombardia, 26 de desembre de 1969) és un ciclista italià, ja retirat, que fou professional des del 1995 fins al 1997.
Quan encara era amateur, va guanyar la medalla d'argent a la contrarellotge per equips als Jocs Olímpics de 1992 i dos Campionats del Món en Contrarellotge per equips, el 1991 i 1994.
El 1997 va ser exclòs de la París-Niça per haver presentat un hematòcrit superior al 50 %

## Palmarès
- 1986
  -  Campió del món júnior en contrarellotge per equips (amb Roberto Maggioni, Mauro Consonni i Paolo Morandi)
- 1987
  -  Campió del món júnior en contrarellotge per equips (amb Luca Daddi, Rosario Fina i Gianluca Tarocco)
- 1990
  -  Campió d'Itàlia amateur en contrarellotge
- 1991
  -  Campió del món amateur de contrarellotge per equips (amb Andrea Peron, Flavio Anastasia i Gianfranco Contri)
  - Medalla d'or als Jocs del Mediterrani de 1991 en contrarellotge per equips (amb Cristian Salvato, Flavio Anastasia i Gianfranco Contri)
- 1992
  -  Medalla d'argent als Jocs Olímpics de Barcelona en contrarellotge per equips (amb Andrea Peron, Flavio Anastasia i Gianfranco Contri)
  - 1r al Duo Normand (amb Gianfranco Contri)
- 1993
  - Medalla d'or als Jocs del Mediterrani de 1993 en contrarellotge per equips (amb Cristian Salvato, Francesco Rossano i Gianfranco Contri)
- 1994
  -  Campió del món amateur de contrarellotge per equips (amb Cristian Salvato, Dario Andriotto i Gianfranco Contri)
  - Vencedor de 2 eta pes a l'Olympia's Tour

### Resultats al Tour de França
- 1997. Abandona (14a etapa)